# Teatro Lucinda

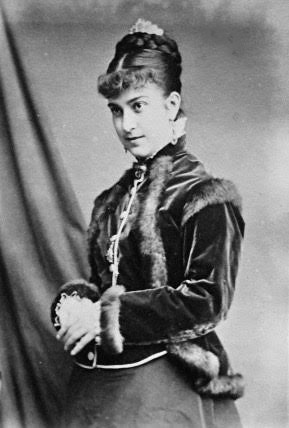
Lucinda Simões.

O Teatro Lucinda foi um teatro brasileiro, localizado na Rua do Espírito Santo, 24, hoje Rua Pedro I, no Centro da cidade do Rio de Janeiro. 
O teatro se especializou em comédias, revistas musicais, operetas e as chamadas "mágicas", um gênero de teatro fantasioso, mas também apresentava dramas sérios. Além disso, dava espaço para eventos políticos. Foi uma das casas de espetáculo mais populares do Rio de sua época, e no início do século XX ainda estava em atividade.

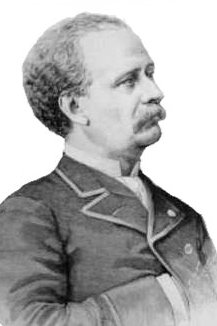
O fundador do teatro, Furtado Coelho, em 1883

Foi inaugurado em 26 de junho de 1880 por Furtado Coelho, esposo da famosa atriz portuguesa Lucinda Simões, e batizado em sua homenagem. Sua capacidade era de cerca de 650 lugares, distribuídos em 13 camarotes, 306 cadeiras na plateia, 96 lugares nas galerias nobres e 200 nas gerais. O edifício era despretensioso e pouco se parecia com um teatro convencional. Sua entrada era estreita e inconspícua, e conduzia, através de um comprido jardim povoado de botequins e barracas, até a plateia. O interior, porém, tinha elegância. Na altura dos camarotes, pelo lado de fora, corria uma varanda aberta, com mesas e cadeiras.
Furtado se notabilizou como empresário dinâmico e grande ator, sendo um dos pioneiros na introdução de uma tendência naturalista no teatro brasileiro, e não por acidente fez inaugurar a casa com a récita de Teresa Raquin de Zola, desencadeando polêmica. Já Lucinda se tornou uma das atrizes favoritas do público pela sensibilidade das suas interpretações, sendo elogiada até por Eleonora Duse, que a viu no mesmo teatro representar o papel de "Suzanne d'Ange" em Demi-monde, de Dumas Filho. Em 8 de abril de 1882 a Companhia de Variedades assumiu a direção do teatro e mudou seu nome para Teatro Novidades, mas a direção voltou em 1884 para Furtado, que lhe devolveu o nome original.
Em junho de 1885 o imperador Dom Pedro II e a imperatriz Teresa Cristina deram a graça de sua presença assistindo a uma "Festa Artística" organizada pela companhia de Furtado, descrita por Artur Azevedo: "Bonita sala, palavra de honra! Convidados escolhidos a dedo. A alta sociedade perfeitamente representada. Suas Majestades no seu camarote, acompanhadas dos respectivos semanários, do médico do paço e da indefectível dama de honor". Na temporada de 1886 foram contratados como residentes da Corte. Neste período, várias outras companhias deram temporadas no Lucinda.
Em 1887, segundo Taveira, passou a denominar-se Teatro Éden Dramático, mas fontes posteriores a esta data ainda o chamam de Lucinda. A direção foi confiada a Xisto Bahia, que deu mais cuidado ao repertório e foi responsável pela instalação da iluminação elétrica, sendo o primeiro teatro do Brasil a receber tal equipamento. Artur Azevedo trabalhou em íntima associação com a casa e ali estreou várias de suas peças, como O Liberato, O Bilontra e Mercúrio. O Lucinda também foi o palco da estreia de uma das mais aclamadas peças do final do século, Tim Tim por Tim Tim, da companhia Souza Bastos.
No fim do século XIX o teatro nacional estava descobrindo os encantos de uma cenografia mais elaborada, capaz de produzir efeitos surpreendentes através de novos maquinismos, e apreciava cenários feéricos, de grande impacto visual, como os produzidos pelos italianos Coliva e Carrancini, entre os mais famosos cenógrafos da época, e que trabalharam também para o Lucinda. Para grande parte do Brasil, o teatro se tornara o mais concorrido entretenimento público, com predomínio dos gêneros cômico e musical, os que logo caíram na preferência do público. Para eles acorria tanto povo quanto elite, e os teatros mais sofisticados no Rio receberam a visita frequente da família imperial e outras personalidades num desfile de trajes elegantes, tornando-se locais da moda. As peças apresentadas pelas várias companhias em atividade no Rio, bem como as encenações propriamente ditas, não raro suscitavam vivos debates na imprensa, num clima de competição e entusiasmo, atestando a enorme receptividade desta arte naquele momento histórico. Uma crônica de 1886 descreve a estreia da revista musical O Bilontra:

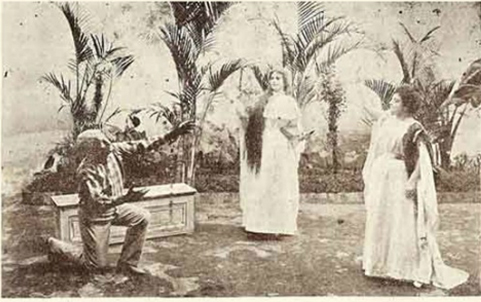
Apresentação alegórica no Teatro Lucinda em 13 de maio de 1902, comemorando a abolição da escravatura no Brasil

"Não causará espanto se dissermos que o Lucinda apresentava anteontem um aspecto de deslumbramento festivo; camarotes, varandas, cadeiras estavam literalmente cheios do que de melhor encerra a sociedade fluminense; não só no jardim, mas nos corredores do teatro, havia uma massa compacta de povo, que se aglomerava numa promiscuidade original, ansioso, sôfrego por ver o Bilontra, .... escrita pelo nosso colega Artur Azevedo e pelo Dr. Moreira Sampaio, os iniciadores, entre nós, deste gênero de peças, que parecem fadadas a grande popularidade, para regalo do público e felicidade dos empresários".
Mas também esses eventos eram alvo de sátiras, como a que segue, de Olavo Bilac, publicada na revista A Bruxa, e que descrevia sua visão sobre alguns dos teatros mais conhecidos em seu tempo:
"Fui ao jardim do Apolo ao jardim do Recreio
E ao do Lucinda. Vi moças de farto seio;
Vi senhores de olhar cúpido e ardente; vi
Tanta gente passar, às tontas por ali!
Vi namoro, e chalaça, e farsas, e bebidas,
E mais nada..." 
O movimento da casa atraía, adicionalmente, bêbados e prostitutas, que circulavam pela redondeza e nos barracões e botequins que haviam sido construídos em frente ao edifício principal. Rui Barbosa deu uma conferência sobre abolicionismo no teatro em 7 de novembro de 1884, Comemoração da Lei Rio Branco (de 28.09.1871), quando acusou o imperador de sabotar o progresso do movimento. Ali se enfrentaram em um acalorado debate Silva Jardim e José do Patrocínio, disputando sobre os sistemas de governo republicano e monárquico, e em agosto de 1888 Silva Jardim deu uma conferência buscando conciliar monarquistas e republicanos que comemoravam o regresso do imperador à cidade, mas que degenerou em um tumulto que extravasou o teatro, produziu pessoas feridas e quase acabou em quebra-quebra pelas ruas próximas. O I Congresso Operário Brasileiro foi encerrado no Teatro Lucinda em 22 de abril de 1906, ao som de A Internacional.
As primeiras apresentações do cinematógrafo no Brasil aconteceram também ali. Entre 14 a 20 de janeiro de 1897 o lusitano Aurélio Paz dos Reis apresentou o seu "Kinematógrafo Portuguez", mostrando vistas de Portugal e episódios da vida portuguesa. Em 15 de julho de 1897 outro cinematógrafo, trazido da Europa pela atriz Apolônia Pinto e seu esposo, Germano Silva, fez projeções em meio a um espetáculo de variedades em que se incluíam animais amestrados.